# Matteo Brunori
Matteo Brunori, né le 1er novembre 1994 à Macaè au Brésil, est un joueur de football professionnel, jouant au poste d'attaquant au sein du club de Palerme FC. Il possède également la nationalité italienne.

## Biographie

### En club

#### 2011-2015
Matteo Brunori commence sa carrière professionnelle lors de la saison 2011-2012 avec son club formateur, le Foligno Calcio. Il y restera deux saisons sans jamais réellement s'imposer.
En 2015, il est transféré au club de la Reggiana, puis au sein du club de Pro Patria.

#### 2015-2021
Son expérience au sein du Pro Patria prend rapidement fin et il part librement au petit club de Petrignano. Avec ce club, il inscrit ses premiers buts. En 2016, il s'engage librement avec le club de Messine mais son expérience en Sicile s'arrête  avant même que la saison ne commence et il retourne pour un an à Petrignano. Après une nouvelle saison, il part librement à Villabiagio. En 2018, il s'engage avec le Parma Calcio pour deux saisons. Le club promu en Serie B  ne compte finalement pas sur Matteo Brunori qui est envoyé en prêt pour une saison à Arezzo. Il inscrit 13 buts pendant que son club du Parma Calcio monte en Serie A en battant le club de la Spezia Calcio sur le score de 2-0 à la 42e journée.
Alors que son club est désormais en Serie A Matteo Brunori est envoyé en prêt à Pescara. À la fin de la saison, il est recruté par le club. Son aventure dans les Abruzzes est de courte durée car il est recruté par la Juventus pour 2,85 millions d'euros. Il joue avec la Juventus U23 en Serie C. Il est envoyé en prêt au Virtus Entella où il inscrit trois buts. À son retour à Turin, il est renvoyé en prêt en Sicile, dans le club de Palerme.

#### 2021-2022
Il arrive dans un club qui est en reconstruction. Le club de Palerme a été radié du monde professionnel en 2019 et l'objectif du club est de retrouver les divisions italiennes professionnelles. Pour cette saison 2021-2022, Matteo Brunori et Palerme réalisent un début de saison convenable en se classant aux alentours de la dixième place. C'est début février, que l'attaquant lance sa saison et celle de son club par la même occasion dans le derby de Sicile contre Messine (2-2) où il inscrit un but. Sur les 15 derniers matchs de championnat, il marque dix huit buts et finit meilleur buteur de Serie C avec 25 buts permettant au club sicilien de se hisser à la 3e place au classement, qualificative pour jouer les play-offs pour la montée en Serie B, Palerme affronte successivement la Triestina (1-2;1-1), son ancien club le Virtus Entella (1-2;2-2), Feralpisalo (0-3;0-1) et en finale Padova (0-1;0-1). Il inscrit 4 nouveaux buts durant ces play-offs permettant à son club de remonter en Serie B.

#### Depuis 2022
Le 17 juillet 2022, Matteo Brunori s'engage avec Palerme pour une durée de 4 ans. Pour son premier match officiel en tant que joueur officiel du club contre son ancien club, la Reggiana, il inscrit un triplé permettant à Palerme de s'imposer 3-2. Pour le premier match de Serie B, Palerme affronte Perugia et il inscrit un doublé pour une victoire 2-0. Lors de la troisième journée, il ne peut empêcher la défaite des siens à domicile face à Ascoli (2-3) mais inscrit tout de même un nouveau but. Après quelques matchs sans marquer, il permet à Palerme de prendre un point contre Pise (3-3) en inscrivant un doublé. Il inscrit un penalty décisif à Modène (0-2). Lors du déplacement des Siciliens à Cosenza, qui se soldera par une défaite 3-2, il inscrira un doublé et sera très près du triplé car il se fait arrêter son penalty en fin de match. Palerme revient bredouille de Cosenza et Matteo Brunori s'en veut de ne pas avoir permis à son club de prendre le point du match nul. La journée d'après, Palerme accueille Venise et le match se finit par une victoire de Venise (0-1), Matteo Brunori se fait arrêter un nouveau penalty. Il permet à Palerme de se donner un peu d'air face à Benevento (0-1) en donnant la victoire aux siens. Le 11 décembre 2022, alors que son club se déplace à la SPAL (entraîné par Daniele De Rossi), il marque un nouveau but et permet aux Siciliens d'arracher le match nul, 1-1. Pour la 18ème journée de Serie B 2022-2023, Palerme accueille le club sarde de Cagliari, pour le derby des îles. Matteo Brunori ouvre le score sur penalty et rejoint par la même occasion Walid Cheddira en tête des meilleurs buteurs du championnat en inscrivant son 9e but. Cette ouverture du score permet aux Siciliens de maîtriser le match pour finalement s'imposer 2-1 et se donner un peu d'air au classement. Pour son premier match en 2023, Palerme se déplace à Pérouse, le match se finit sur un score de parité, 3-3. Matteo Brunori marquera le but égalisateur à la 89e minute de jeu. Le 29 janvier 2023, Palerme s'impose 1-2 à Ascoli grâce à un doublé de Matteo Brunori. Deux nouveaux buts faisant de lui le co-meilleur buteur de Serie B avec Walid Cheddira et qui permettent surtout aux Siciliens de s'approcher des 8 premières places qualificatives pour la montée en Serie A. Le 5 février 2023, Palerme accueille la Reggina, troisième au classement en Serie B. Les Siciliens s'imposeront 2-1 et Matteo Brunori ouvrira le score sur penalty d'un contre pied parfait.
Après 6 matchs sans inscrire le moindre but, il lance sa saison 2023-2024 en mettant un triplé parfait (pied droit, pied gauche et de la tête) à l'occasion de la 7ème journée de Serie B face à Venise au Stade Pier-Luigi-Penzo. Ce triplé permet aux siciliens de s'imposer 1-3. Matteo Brunori deviendra par ailleurs à l'issue de ce match, le quatrième meilleur buteur de l'histoire du club avec 52 buts. Il dépasse un certain, Luca Toni.

## Statistiques
Mise à jour : 27 septembre 2023
| Club                  | Saison         | Championnat    | Championnat | Championnat | Coupe d'Italie | Coupe d'Italie | Autres | Autres | Total  | Total |
| Club                  | Saison         | Division       | Matchs      | Buts        | Matchs         | Buts           | Matchs | Buts   | Matchs | Buts  |
| --------------------- | -------------- | -------------- | ----------- | ----------- | -------------- | -------------- | ------ | ------ | ------ | ----- |
| Foligno               | 2010–2011      | Lega Pro D1    | 0           | 0           | 0              | 0              | 1      | 0      | 1      | 0     |
| Foligno               | 2011–2012      | Lega Pro D1    | 10          | 0           | 3              | 1              | —      | —      | 13     | 1     |
| Foligno               | 2012–2013      | Lega Pro D2    | 13          | 0           | 1              | 0              | —      | —      | 14     | 0     |
| Foligno               | Total          | Total          | 23          | 0           | 4              | 1              | 1      | 0      | 28     | 1     |
| Reggiana              | 2013–2014      | Lega Pro D1    | 9           | 0           | 2              | 1              | —      | —      | 11     | 1     |
| Reggiana              | 2014–2015      | Lega Pro       | 3           | 0           | 1              | 0              | —      | —      | 4      | 0     |
| Reggiana              | Total          | Total          | 12          | 0           | 3              | 1              | 0      | 0      | 15     | 1     |
| Pro Patria            | 2014-2015      | Serie C        | 5           | 0           | 0              | 0              | 0      | 0      | 5      | 0     |
| Petrignano            | 2015–2016      | Eccellenza     | 27          | 19          | 0              | 0              | —      | —      | 27     | 19    |
| Messina               | 2016–2017      | Serie C        | 0           | 0           | 1              | 0              | —      | —      | 1      | 0     |
| Petrignano            | 2016–2017      | Eccellenza     | 26          | 21          | —              | —              | —      | —      | 26     | 21    |
| Villabiagio           | 2017–2018      | Serie D        | 34          | 23          | 2              | 0              | —      | —      | 36     | 23    |
| Arezzo (prêt)         | 2018–2019      | Serie C        | 36          | 13          | 2              | 0              | 5      | 4      | 43     | 17    |
| Pescara (prêt)        | 2019-2020      | Serie B        | 10          | 0           | 2              | 0              | —      | —      | 12     | 0     |
| Juventus U23          | 2019–2020      | Serie C        | 4           | 1           | 3              | 1              | 2      | 0      | 9      | 2     |
| Virtus Entella (prêt) | 2020-2021      | Serie B        | 31          | 3           | 3              | 1              | —      | —      | 34     | 4     |
| Palerme FC (prêt)     | 2021–2022      | Serie C        | 36          | 25          | 3              | 0              | 8      | 4      | 47     | 29    |
| Palerme FC            | 2022-2023      | Serie B        | 36          | 17          | 2              | 3              | 0      | 0      | 38     | 20    |
| Palerme FC            | 2023-2024      | Serie B        | 6           | 3           | 1              | 0              | 0      | 0      | 7      | 3     |
| Total Carrière        | Total Carrière | Total Carrière | 286         | 125         | 26             | 7              | 16     | 8      | 328    | 140   |